# Ana Radović (kézilabdázó)
Ana Radović (Szarajevó, 1986. augusztus 21. –) olimpiai ezüstérmes montenegrói válogatott kézilabdázó.

## Pályafutása

### Klubcsapatokban
Pályafutását a Medicinar Šabac csapatában kezdte, majd 2005 októberében szerződött a Budućnost Podgoricához. A csapattal 2006-ban és 2010-ben Kupagyőztesek Európa-kupáját, 2012-ben pedig Bajnokok Ligáját nyert. 2006 és 2012 között minden évben bajnok és kupagyőztes volt hazájában a Budućnosttal. 2012 nyarán a dán KIF Vejen játékosa lett, majd egy idényt követően visszatért a Medicinar Šabachoz. 2016 októberében a Sloga elleni bajnokin egymaga 21 gólt szerzett, ezzel pedig új rekordot állított fel a szerb élvonalban. A 2017–2018-as szezont követően fejezte be pályafutását.

### A válogatottban
A montenegrói válogatott tagjaként részt vett a 2011-es világbajnokságon és a 2012-es londoni olimpián, ahol ezüstérmet szerzett.

## Sikerei, díjai
Budućnost Podgorica
- Montenegrói bajnok: 2006, 2007, 2008, 2009, 2010, 2011, 2012
- Montenegrói Kupa-győztes: 2006, 2007, 2008, 2009, 2010, 2011, 2012
- Bajnokok Ligája-győztes: 2012
- Kupagyőztesek Európa-kupája-győztes: 2006, 2010